# リチャード・カーティス
リチャード・カーティス（Richard Curtis, CBE, 1956年11月8日 - ）はニュージーランド出身で、イギリスを拠点としている脚本家・映画監督である。
しばしばローワン・アトキンソンやヒュー・グラント出演作の脚本を書いている。ロマンティック・コメディを得意とする。作品はたとえ望まれていたとしてもおざなりな形では書かない事をモットーとしており、作品の作成期間は比較的長くとっている。

## 略歴
ウェリントン生まれ。スウェーデンやフィリピンなどで子供時代を過ごし、11歳の時にイギリスに定住。オックスフォード大学で文学を学んだ。
2024年度の第97回アカデミー賞において、ジーン・ハーショルト友愛賞を受賞。

## 作品
- ローワン・アトキンソンのブラックアダー Blackadder （1983年 - ） テレビシリーズ　脚本
- Mr.ビーン Mr. Bean （1989年 - ） テレビシリーズ　脚本
- フォー・ウェディング Four Weddings and a Funeral （1994年） 脚本
- ビーン Bean （1997年） 製作総指揮・脚本
- ノッティングヒルの恋人 Notting Hill （1999年） 脚本
- ブリジット・ジョーンズの日記 Bridget Jones's Diary （2001年） 脚本
- ブリジット・ジョーンズの日記 きれそうなわたしの12か月 Bridget Jones: The Edge of Reason （2004年） 脚本
- ドクター・フー Doctor Who （2010年） テレビシリーズ　脚本
- 戦火の馬 War Horse （2011年） 脚本
- トラッシュ! -この街が輝く日まで- Trash （2014年） 脚本
- イエスタデイ Yesterday （2019年） 脚本・製作

## 監督
- ラブ・アクチュアリー Love Actually （2003年） 兼 脚本
- パイレーツ・ロック The Boat That Rocked （2009年） 兼 脚本
- アバウト・タイム〜愛おしい時間について〜 About Time （2013年） 兼  脚本
- レッド・ノーズ・デイ・アクチュアリー Red Nose Day Actually（2017年）兼  脚本